# 1573 en science
| Années de la science : 1570 - 1571 - 1572 - 1573 - 1574 - 1575 - 1576    |
| Décennies de la science : 1540 - 1550 - 1560 - 1570 - 1580 - 1590 - 1600 |

Cet article présente les faits marquants de l'année 1573 en science.

## Événements
- À Wittenberg, Valentin Otho propose l'approximation du nombre π {\displaystyle ^{\pi ={355 \over 113}}} déjà donnée par Zu Chongzhi en 480[1].

## Publications
- Giovanni Battista Benedetti : De gnomonum umbrarumque solarium usu liber ;
- Tycho Brahe : De nova et nullius ævi memoria prius visa Stella, 1573, Copenhague ;
- Michel Coignet :
  - petit Discours de bien & duement disconter, avec la solution sur diverses opinions y proposées, plus la solution des questions mathématiques par la supputation de Sinus, illustrées & amplifiées par les démonstrations géométriques, nécessaires à icelles, imprimé avec l'Arithmétique de Valentin Mennher (ou Menher) à Anvers,
  - cent questions ingénieuses pour délecter et aiguiser l'entendement, 1573, Anvers,
- Volcher Coiter : Externarum et Internarum Principalium Humani Corporis, 1573. L'auteur y décrit les organes génitaux de la femme ;
- Juan Huarte : Examen de ingenios para las ciencias, 1573 ;
- Ambroise Paré : Deux livres de chirurgie. 1. De la génération de l'homme, et manière d'extraire les enfans hors du ventre de la mère, ensemble ce qu'il faut faire pour la faire mieux, et plus tost accoucher, avec la cure de plusieurs maladies qui luy peuvent survenir. - 2. Des monstres tant terrestres que marins avec leurs portraits plus un petit traité des plaies faictes aux parties nerveuses. André Wechel, Paris 1573.
- Paracelse : Chirurgia Magna, traduction en latin de son ouvrage en allemand sur la chirurgie, Die grosse Wundartzney (1536), à Bâle. Elle permet sa plus large diffusion en Europe.

## Naissances

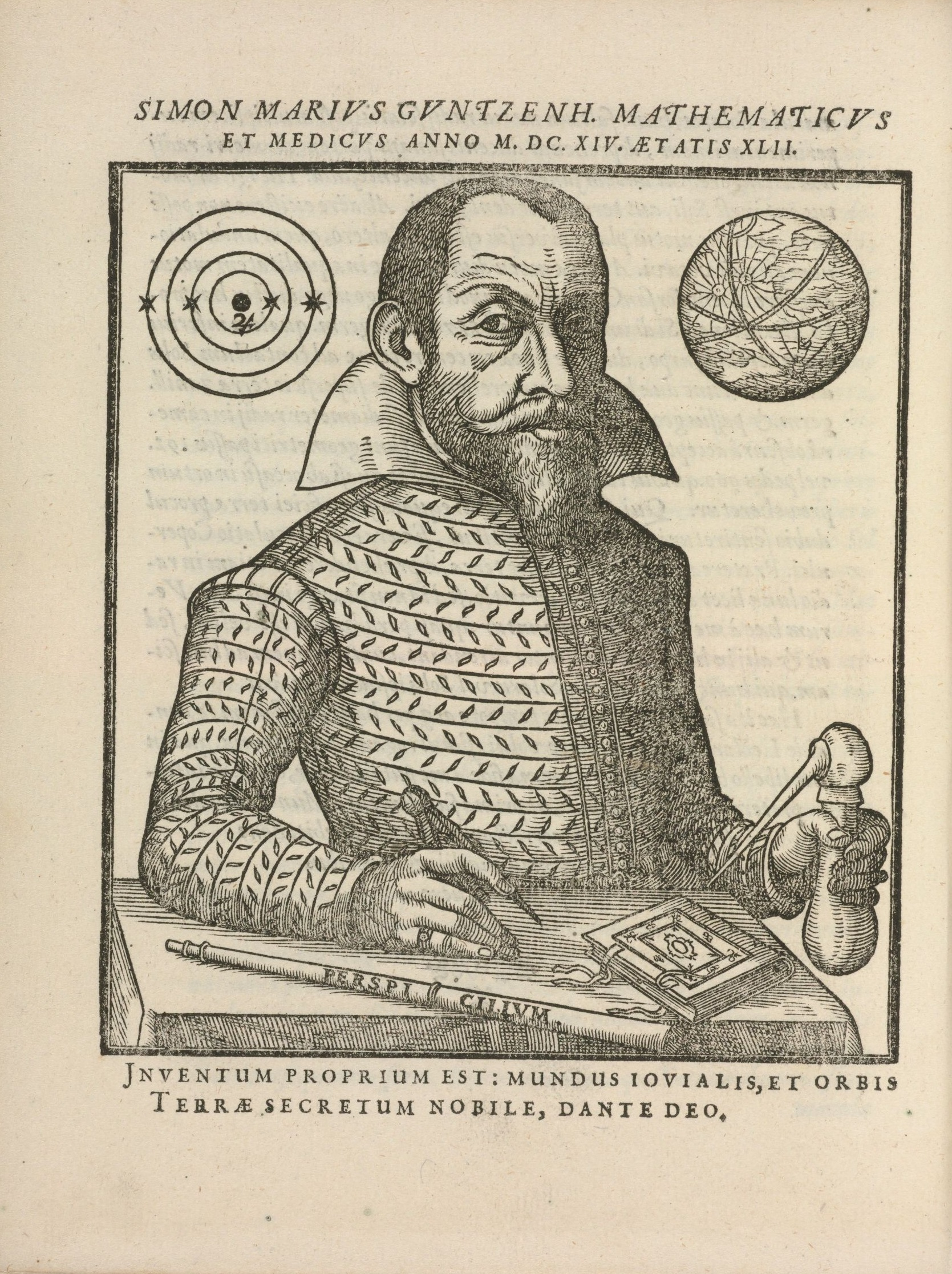
Simon Marius

- 10 janvier : Simon Marius (mort en 1624), astronome allemand.
- 28 septembre : Théodore de Mayerne (mort en 1655), médecin et chimiste genevois.

- Juan de Pablo Bonet (mort en 1633), espagnol, l'un des pionniers de l'éducation oraliste des sourds.

## Décès
- 31 mars : Guillaume Le Testu (né en 1509) explorateur et cartographe français.
- 5 mai : Philibert Sarrazin, médecin français.
- 29 juillet : John Caius (né en 1510), médecin anglais.
- 7 novembre  : Antoine de Saporta, médecin français.